# Fressies
Fressies – miejscowość i gmina we Francji, w regionie Hauts-de-France, w departamencie Nord.
Według danych na rok 1990 gminę zamieszkiwało 480 osób, a gęstość zaludnienia wynosiła 101 osób/km² (wśród 1549 gmin regionu Nord-Pas-de-Calais Fressies plasuje się na 796. miejscu pod względem liczby ludności, natomiast pod względem powierzchni na miejscu 701.).